# Norbert Hering
Norbert Hering (* 1. Februar 1907 in Wilmersdorf; † 28. August 1991 in Minden) war ein deutscher Politiker und Verwaltungsbeamter. Er war preußischer Landrat.

## Leben
Hering wurde 1934 zum Regierungsassessor bei der Staatspolizeileitstelle Magdeburg ernannt und anschließend an das Polizeipräsidium Berlin versetzt. 1938 erfolgte seine Beförderung zum Regierungsrat. Als solcher wurde er 1939 zum kommissarischen Landrat in Saarburg ernannt. Nach kurzem Einsatz im Zweiten Weltkrieg wurde Hering 1942 zum kommissarischen Nachfolger des Landrats Hans-Herbert Dengler in Herzberg (Elster) ernannt, trat aber den Dienst nicht aktiv an, so dass der seit 1939 vertretungsweise als Landrat eingesetzte Otto Böhme die Landratsgeschäfte bis 11. Juni 1945 ausübte. Im preußischen Landkreis Schweinitz des Regierungsbezirkes Merseburg der Provinz Sachsen wirkte er bis zu seiner Entlassung unmittelbar nach dem Ende des Zweiten Weltkrieges 1945.
Hering zog nach Ende des Zweiten Weltkriegs in die Gemeinde Neesen und am 1. Dezember 1950 in das benachbarte Minden. Geführt wurde er dort als Flüchtling aus der Gemeinde Herzberg/Elster und arbeitete in Minden als Rechtsanwalt und Notar.
Er war mit Eva Hering geb. Latz verheiratet und hatte drei Söhne und eine Tochter. Seine Tochter Jutta Hering-Winckler wohnt immer noch in Minden und ist unter anderem Vorsitzende des Richard-Wagner-Verbandes Minden.